# Suttrop
Suttrop ist ein Ortsteil der sauerländischen Stadt Warstein im Kreis Soest. Zum 31. Dezember 2024 hatte er 3.163 Einwohner. Ortsvorsteher ist der SPD-Politiker Udo Koerdt.

## Geschichte
Schon in der Eiszeit, das bezeugen Funde von Werkzeugen, war das Gebiet des heutigen Suttrop, das in Gründerzeiten noch „Suth-Thorp“ hieß, besiedelt. Suttrop wurden im 13. Jahrhundert nicht wie den Nachbarorten Warstein, Belecke, Kallenhardt und Rüthen die Stadtrechte verliehen, sondern es blieb ein landwirtschaftlich geprägtes Dorf, das sich aus vielen einzelnen Höfen zusammensetzte. Die meisten dieser Siedlungen verschwanden oder wurden erheblich kleiner, einzig die Siedlung am Plasskamp entwickelte sich zum heutigen Ortsteil. Mit dem Bau einer Kapelle 1322 begann die Kirchengeschichte des Orts. Nächster Meilenstein war der Bau einer neuen Kirche 1710. 1739 wurde die erste Eisenhütte im Ort errichtet, 1881 wurde die Arbeit mit Hochöfen eingestellt und der Betrieb auf die Eisenverarbeitung umgestellt. Aber auch die Steinindustrie ist geschichtlich bedeutend, denn in näherer Umgebung des Dorfes gibt es große Kalkstein-Vorkommen (sog. mitteldevonischer Massenkalk). Viele Arbeitsplätze brachte auch die zwischen 1903 und 1905 errichtete psychiatrische Einrichtung, die heute unter dem Namen LWL-Klinik Warstein bekannt ist, am Warsteiner Ortsausgang in Richtung Suttrop. 1907, Suttrop war mittlerweile stark gewachsen, wurde die Kirche ausgebaut.
Ab September 1944 befand sich der Divisions-Stab des V2-Programmes in Suttrop. Kurz vor Kriegsende, im März 1945, befahl der SS-Obergruppenführer Kammler zur „Wiederherstellung der Ordnung“ die Liquidierung von Zwangsarbeitern. Vom 21. bis zum 23. März 1945 wurden bei drei Erschießungsaktionen im Arnsberger Wald (u. a. in Warstein und Suttrop) 208 Männer, Frauen und Kinder erschossen.
Mit der kommunalen Neugliederung im Jahre 1975 kam die ehemals eigenständige Gemeinde zur Stadt Warstein. In den Jahren 2007 und 2008 wurde ein historischer Kalkofen vom Heimatverein erbaut. Nach der letzten Renovierung 1985/1986 wurde der Innenraum der Suttroper Kirche im Jahr 2017 komplett renoviert und zum Teil neu gestaltet.

### Eingemeindung
Am 1. Januar 1975 wurde das bis dahin im Kreis Lippstadt gelegene Suttrop nach Warstein eingemeindet.

## Sehenswürdigkeiten
Sehenswert ist das außerhalb von Suttrop liegende und im späten Mittelalter erbaute Schloss Körtlinghausen. Auch das restaurierte Haus Steinrücken mit nahe liegenden Quellbereich ist sehenswert. Der Diamantenpfad ist einen Besuch wert und bei dem angrenzenden Kalkofen lässt sich die Geschichte des Kalkbrennens erforschen.
- Hinweis zum Denkmalschutz von Bodenfunden am Tatort Arnsberger Wald.

## Vereine
- Seit 1894 besteht in Suttrop der Turnverein (TV 1894 Suttrop e. V.). Mit 450 Mitgliedern (Stand 1. Juni 2008) ist er der zweitgrößte Verein im Ort.
- Größter Verein Suttrops ist der Fußballclub Schwarz Weiß Suttrop 1926 e. V. mit fast 500 Mitgliedern. In der Saison 2005/06 konnten 13 Mannschaften gemeldet werden. Besonderen Wert legt man im Verein auf die Jugendarbeit, allein 11 der gemeldeten Mannschaften sind im Nachwuchs tätig, 150 Vereinsmitglieder sind noch nicht volljährig.
- Seit 1977 gibt es auch in Suttrop einen Heimatverein, der bis heute 300 Mitglieder verzeichnet. Der Verein bereitet die Suttroper Geschichte auf und pflegt das Ortsbild, unter anderem mit Hilfe der Landjugend.
- Weitere wichtige Vereine sind die Karnevalsgesellschaft und der Schützenverein, die beide jährlich große Festzüge ausrichten. Daneben gibt es die Freiwillige Feuerwehr Suttrop und einen Verein für Deutsche Schäferhunde.
- Der Musikverein Suttrop wurde nach dem Zerfall im Zweiten Weltkrieg 1980 neu gegründet und hatte im Jahr 2007 48 aktive Musiker.

Mittelpunkt des Vereinslebens ist die Hubertushalle, die zugleich die geografische Mitte des Dorfes ist.